# Lola Petticrew
Lola Petticrew   (Belfast, 26 de desembre de 1995) és una persona irlandesa que es dedica a la interpretació. Ha protagonitzat les pel·lícules A Bump Along the Way i Dating Amber. En televisió, ha guanyat renom per papers a la sèrie policíaca Bloodlands i al drama Three Families, totes dues emeses per BBC One.

## Biografia
Petticrew té dues germanes petites i un germà menor. Tots dos pares són treballadors sanitaris. Va assistir a la St Dominic's Grammar School for Girls. Després va assistir al Royal Welsh College of Music & Drama, i es va graduar el 2017 amb una Bachelor of Arts en interpretació.
Va debutar a la pel·lícula de comèdia dramàtica del 2019 A Bump Along the Way, que li va valer el premi New Talent a la Galway Film Fleadh. Va tenir més papers cinematogràfics el 2020, com a protagonista de Dating Amber juntament amb Fionn O'Shea, i com a Jessica i Alex a Here Are the Young Men i a Shadows, respectivament. També ha aparegut a la minisèrie de la BBC Three My Left Nut.

## Vida personal
S'identifica com una persona queer i no-binària, i utilitza el pronom neutre they.

## Filmografia

### Cinema
- 2017. Sparrow
- 2019. A Bump Along the Way
- 2019. The Return of the Yuletide Kid
- 2020. Dating Amber
- 2020. Here Are the Young Men
- 2020. Shadows
- 2021. Wolf
- 2022. She Said
- En producció. Tuesday

### Televisió
- 2018. Come Home (minisèrie)
- 2018. Next of Kin (1 episodi)
- 2020. My Left Nut (minisèrie)
- 2021. Three Families (minisèrie)
- 2021. Anne Boleyn (minisèrie)
- 2021-avui dia. Bloodlands
- En preparació. Down to Business

### Teatre
- 2017. The Last Ambulance. Gate Theatre, Dublin.
- 2018. Porcelain. Abbey Theatre, Dublin.[9]
- 2019. The Country Girls. Abbey Theatre, Dublin.

## Premis i nominacions
| Any  | Premi              | Categoria                             | Obra                 | Result at | Ref.   |
| ---- | ------------------ | ------------------------------------- | -------------------- | --------- | ------ |
| 2019 | Galway Film Fleadh | Premi Nou talent                      | A Bump Along the Way | Guanyador | [ 10 ] |
| 2021 | IFTA Awards        | Actriu principal en una pel·lícula    | Dating Amber         | Nominat   | [ 11 ] |
| 2021 | Apolo Awards       | Millor repartiment de conjunt         | Dating Amber         | Nominat   | [ a ]  |
| 2022 | IFTA Awards        | Millor Actriu de repartiment de Drama | Three Families       | Nominat   |        |